# Бен Окрі
Бен Окрі (англ. Ben Okri) OBE FRSL — нігерійський поет і письменник. Раннє дитинство провів у Лондоні, а 1968 року разом із сім'єю повернувся на батьківщину. Пізніше знову повернувся в Англію, і вступив до University of Essex. Він отримав почесний докторат від University of Westminster (1997) і University of Essex (2002), і був нагороджений OBE в 2001. Його найвідоміша робота, The Famished Road, виграла Букерівську премію 1991 року.